# Скотт Маккенна
Скотт Маккенна (англ. Scott McKenna, нар. 12 листопада 1996, Кіррім'юр) — шотландський футболіст, захисник англійського клубу «Ноттінгем Форест» та національної збірної Шотландії.

## Клубна кар'єра
Народився 12 листопада 1996 року в місті Кіррім'юр. Вихованець футбольної школи клубу «Абердин». Для отримання ігрової практики здавався в оренду в нижчолігові шотландські клуби «Ейр Юнайтед» та «Аллоа Атлетік», а з сезону 2017/18 став основним гравцем «Абердіна» і провів у цьому статусі три сезони, зігравши загалом за клуб понад 100 матчів в усіх турнірах.
Своєю грою за останню команду знову привернув увагу представників тренерського штабу клубу «Абердин», до складу якого повернувся 2017 року. Цього разу відіграв за команду з Абердина наступні три сезони своєї ігрової кар'єри. Більшість часу, проведеного у складі «Абердина», був основним гравцем захисту команди.
23 вересня 2020 року Маккенна перейшов в англійський «Ноттінгем Форест», що виступав у Чемпіоншипі. Станом на 23 травня 2021 року відіграв за команду з Ноттінгема 24 матчі в національному чемпіонаті.

## Виступи за збірні
2013 року дебютував у складі юнацької збірної Шотландії (U-19), загалом на юнацькому рівні взяв участь у 14 іграх.
2017 року залучався до складу молодіжної збірної Шотландії. На молодіжному рівні зіграв у 5 офіційних матчах.
23 березня 2018 року дебютував в офіційних іграх у складі національної збірної Шотландії в товариському матчі проти збірної Коста-Рики (0:1).
У травні 2021 року Маккенна був включений до заявки збірної на чемпіонат Європи 2020 року